# Almeria rubrotincta
Almeria rubrotincta är en fjärilsart som beskrevs av Hans Zerny 1934. Almeria rubrotincta ingår i släktet Almeria och familjen mätare. Inga underarter finns listade i Catalogue of Life.